# Red (King Crimson)
Red was het laatste studioalbum uit de jaren zeventig van de progressieve-rockband King Crimson. Het was muzikaal een magnum opus omdat het alle genres die de groep had doorlopen in de vorige albums combineerde met de specifieke geluiden van de vroegste King Crimson albums.

## Nummers
1. "Red" (Robert Fripp) – 6:16
2. "Fallen Angel" (Fripp, Richard Palmer-James, John Wetton) – 6:03
3. "One More Red Nightmare" (Fripp, Wetton) – 7:10
4. "Providence" (Bill Bruford, David Cross, Fripp, Wetton) – 8:10
5. "Starless" (Cross, Fripp, Palmer-James, Wetton) – 12:16

## Bezetting

### King Crimson
- Robert Fripp - gitaar, mellotron
- John Wetton - basgitaar, zang
- Bill Bruford - drum, percussie

### Andere
- David Cross - viool
- Mel Collins - saxofoon
- Ian McDonald - saxofoon
- Robin Miller - hobo
- Marc Charig - hoorn